# Степанов Микола Іванович
Мико́ла Іва́нович Степа́нов (13 жовтня 1937, Роксолани — 3 червня 2003) — український скульптор, живописець і поет; член одеського художнього об'єднання «Мамай» та Одеської організації Спілки радянських художників України з 1980 року.

## Біографія
Народився 13 жовтня 1937 року в селі Роксоланах (нині Одеський район Одеської області, Україна). Упродовж 1962—1967 років навчався в Одеському художньому училищі у Антона Чубіна, Діни Фруміної.
Жив у Одесі, в будинку на проспекті Шевченка, № 27, квартира № 14. Помер 3 червня 2003 року.

## Творчість
Працював у галузі станкової та монументальної скульптури. Як матеріал часто використовував дерево, з якого створив скульптури «Вагітна» (1968), «Портрет діда» (1970), «Пророк (Авакум)» (1974), «Лучниця» (1974), «Європа» (1976, серія «Арабески»), «Та, що сидить у дереві» (1978), «Дівчина з персиками» (1980), «Григорій Сковорода» (1982) та інші. Також працював із каменем, бетоном, керамікою, бронзою.
Автор низки пам'ятників в Одесі, Овідіополі, Дніпрі, Чорноморську, Вилковому, зокрема:
- пам'ятник жертвам Татарбунарського повстання у Вилковому (1977)[2];
- скульптурна група «Петя і Гаврик» в Одесі (1988[2]; бронзове зображення героїв повісті Валентина Катаєва «Біліє парус одинокий»[1]);
- пам'ятник Овідію в Овідіополі (1993)[2];
- пам'ятник «Прийдешньому одеському генієві» у саду скульптур Одеського літературного музею[1] (1996);
- комплекс «Фортуна» в Овідіополі (2000)[2].

|                                              |                  |
| Пам'ятник жертвам Татарбунарського повстання | Пам'ятник Овідію |

Брав участь в обласних, республіканських і міжнародних виставках з 1967 року. Чотири персональні виставки пройшли в Одесі.
Автор поетичних збірок «Alter ego» (1998), «Стихотворения» (2001).